# Риольфо, Диего
Диего Николас Риольфо Перес (исп. Diego Nicolás Riolfo Pérez; родился 8 января 1990 года, Монтевидео, Уругвай) — уругвайский футболист, нападающий клуба «Монтевидео Уондерерс».

## Клубная карьера
Риольфо начал профессиональную карьеру в столичном клубе «Сентраль Эспаньол». 29 августа 2010 года в  матче против «Серро» он дебютировал в уругвайской Примере. 4 декабря в поединке против «Данубио» Диего забил свой первый гол за «Сентраль Эспаньол». По окончании сезона о перешёл в «Монтевидео Уондерерс». 25 марта 2012 года в матче против «Серро» Риольфо получил свой шанс и дебютировал за новую команду.
Летом того же года для получения игровой практики Диего на правах аренды перешёл в испанский «Рекреативо». 8 сентября в матче против «Мурсии» он дебютировал в Сегунде. После окончания аренды Риольфо вернулся в «Уондерерс». 1 сентября 2013 года в поединке против «Серро-Ларго» он забил свой первый гол за клуб. В 2014 году он помог клубу завоевать серебряные медали чемпионата. 27 февраля 2015 года в матче Кубка Либертадорес против аргентинского «Бока Хуниорс» Риольфо забил гол.
Летом 2016 года Диего перешёл в мексиканский клуб «Некакса». 17 июля в матче против «Крус Асуль» он дебютировал в мексиканской Примере, заменив во втором тайме Клаудио Рианьо.